# Coursetia hassleri
Coursetia hassleri là một loài thực vật có hoa trong họ Đậu. Loài này được Chodat miêu tả khoa học đầu tiên.